# Nikolaus Schreiner
Nikolaus Schreiner (* 24. Juni 1914 in Saarbrücken; † 5. Dezember 2007 in Beckingen) war ein deutscher Politiker (SPD).
Schreiner war seit 1955 Mitglied im Landtag des Saarlandes. Er wurde am 4. Januar 1957 vom Saarländischen Landtag in den Deutschen Bundestag gewählt. Nachdem er bei der Bundestagswahl 1957 erneut gewählt worden war, legte er sein Mandat am 31. August 1958 nieder, um Arbeitsdirektor der Dillinger Hüttenwerke AG zu werden. Danach war er noch längere Zeit Ortsvorsteher im Beckinger Ortsteil Honzrath.

## Ehrungen
- 1977: Saarländischer Verdienstorden[1]
- 1980: Verdienstkreuz 1. Klasse der Bundesrepublik Deutschland